# Jean-Claude Terrasse
Pour les articles homonymes, voir Terrasse.
Jean-Claude Terrasse est un footballeur français né le 28 mars 1945 à Montpellier. Il évolue au poste de défenseur du milieu des années 1960 au milieu des années 1970.
Il fait toute sa carrière au sein du Montpellier PSC sous ses différents noms.

## Biographie
Jean-Claude Terrasse dispute 194 matchs en Division 2 et inscrit 11 buts dans ce championnat avec le club de Montpellier,.

## Palmarès
- Champion de Division d'honneur Sud-Est en 1976 avec le Montpellier PSC.